# Paolo Vigevano
Paolo Vigevano (Genova, 28 marzo 1948) è un dirigente d'azienda e politico italiano, presidente ed amministratore delegato di Acquirente Unico S.p.A..

## Biografia
Da studente di ingegneria, tra il 1971 e il 1972 durante il periodo della strage della popolazione Hutu, si reca come volontario per la costruzione di acquedotti nel Burundi. Tornato in Italia termina gli studi e si laurea nel 1973 in Ingegneria all'Università degli Studi La Sapienza di Roma. Nel 1975 diventa Tesoriere del Partito Radicale, carica che ricopre per oltre vent'anni. Nel 1978 realizza Radio Radicale (nata nel 1976), la prima rete di radiodiffusione privata su scala nazionale che trasmette dal vivo le sedute del Parlamento.
A partire dalle prime trasmissioni realizzate via telefono dalla Camera dei Deputati, il servizio si consolida e ottiene nel 1990 il riconoscimento per legge di emittente d'interesse generale. Negli anni Novanta partecipa alla realizzazione di uno dei primi service provider in italia, Agorà Telematica, di cui diventa editore. Nel 1994 è eletto deputato nella Lista dei Riformatori in Forza Italia per la XII legislatura e fa parte della Commissione Bilancio della Camera dei Deputati.

Nel 2001 viene nominato capo della Segreteria Tecnica e consigliere politico del Ministro per l'Innovazione e le Tecnologie, Lucio Stanca. In questa veste guida la strategia del Governo per lo sviluppo per la larga banda e la task force per la diffusione dei contenuti digitali, che darà poi vita al «Patto di Sanremo» nel 2006, sottoscritto al Festival di San Remo da tutti i rappresentanti, pubblici e privati, dei produttori e distributori di contenuti. In questo stesso periodo è anche vicepresidente del comitato ICCP (Information, Computer and Communications Policy) dell'OCSE.
Tra il 2004 e il 2005 come presidente di Innovazione Italia SpA (società del gruppo Sviluppo Italia) partecipa alla realizzazione dei progetti del piano per la larga banda nel Mezzogiorno. Nel 2005 entra nel consiglio di amministrazione di Finmeccanica; assume l'incarico di direttore delle relazioni istituzionali del gruppo Almaviva (Cos-Finsiel). Nel 2006 è presidente della sezione IT dell'Unione degli Industriali e delle Imprese di Roma e componente la Giunta di Confindustria Servizi Innovativi e Tecnologici.
A luglio 2008 viene nominato amministratore delegato di Acquirente Unico, la società pubblica per azioni del gruppo GSE-Gestore dei Servizi Energetici SpA. Nel luglio 2012 è nominato presidente e al tempo stesso confermato come amministratore delegato di Acquirente Unico fino al 2015.
Nell'aprile 2017 entra nel Cda di Eviva, venditore di energia e gas sul mercato italiano che fa capo al gruppo russo Renova.